# Jokujärvi
Jokujärvi är en sjö i Kiruna kommun i Lappland och ingår i Torneälvens huvudavrinningsområde. Sjön har en area på 2,32 kvadratkilometer och ligger 402,2 meter över havet. Sjön avvattnas av vattendraget Saankijoki.

## Delavrinningsområde
Jokujärvi ingår i det delavrinningsområde (757073-176809) som SMHI kallar för Utloppet av Jokujärvi. Medelhöjden är 421 meter över havet och ytan är 16,17 kvadratkilometer. Räknas de 12 avrinningsområdena uppströms in blir den ackumulerade arean 111,4 kvadratkilometer. Saankijoki som avvattnar avrinningsområdet har biflödesordning 3, vilket innebär att vattnet flödar genom totalt 3 vattendrag innan det når havet efter 369 kilometer. Avrinningsområdet består mestadels av skog (48 procent) och sankmarker (34 procent). Avrinningsområdet har 2,96 kvadratkilometer vattenytor vilket ger det en sjöprocent på 18,3 procent.

## Historia
Jokujärvi omnämns i gamla skattelängder som Jåcha (1568), Iocko (1576), Iocko (1594) eller Jocke träsk (1595). Sjön brukades av samer inom den historiska lappbyn Siggevara eller Lulebyn (Nederbyn), som omfattade den östra delen av Jukkasjärvi socken.